# Vogtlander
La  vogtlander  ou poule du Vogtland est une race de poule domestique originaire d'Allemagne dans le  Vogtland.

## Description
C'est une volaille de type fermier élevée à deux fins (chair et ponte), de hauteur moyenne, aux épaules larges, rustique et vive.

### Origine
Originaire du Vogtland en Allemagne, où elle existe depuis 1910, elle est issue de croisements entre la poule andalouse, la poule de Rhénanie dorée saumonée, la welsumer et la dominicaine. 

### Standard
- Masse idéale : Coq : 2 à 2,5 kg ; Poule : 1,75 à 2,25 kg
- Crête : frisée
- Oreillons : blancs
- Couleur des yeux : miel
- Couleur de la peau : blanche
- Couleur des tarses : bleutés
- Variétés de plumage : uniquement bleu à camail doré
- Œufs à couver : min. 55g, coquille blanche
- Diamètre des bagues : Coq : 18mm ; Poule : 16mm

## Sources
- Le Standard officiel des volailles (Poules, oies, dindons, canards et pintades), édité par la SCAF.